# Laguna Woods
Laguna Woods város az USA Kalifornia államában, Orange megyében. Lakosainak száma 17 644 fő (2020. április 1.).

## Népesség
A település népességének változása:
| Lakosok száma | 16 507 | 16 192 | 17 644 |
|               | 2000   | 2010   | 2020   |